# 1605 en arts plastiques
| Années des arts plastiques : 1602 - 1603 - 1604 - 1605 - 1606 - 1607 - 1608    |
| Décennies des arts plastiques : 1570 - 1580 - 1590 - 1600 - 1610 - 1620 - 1630 |

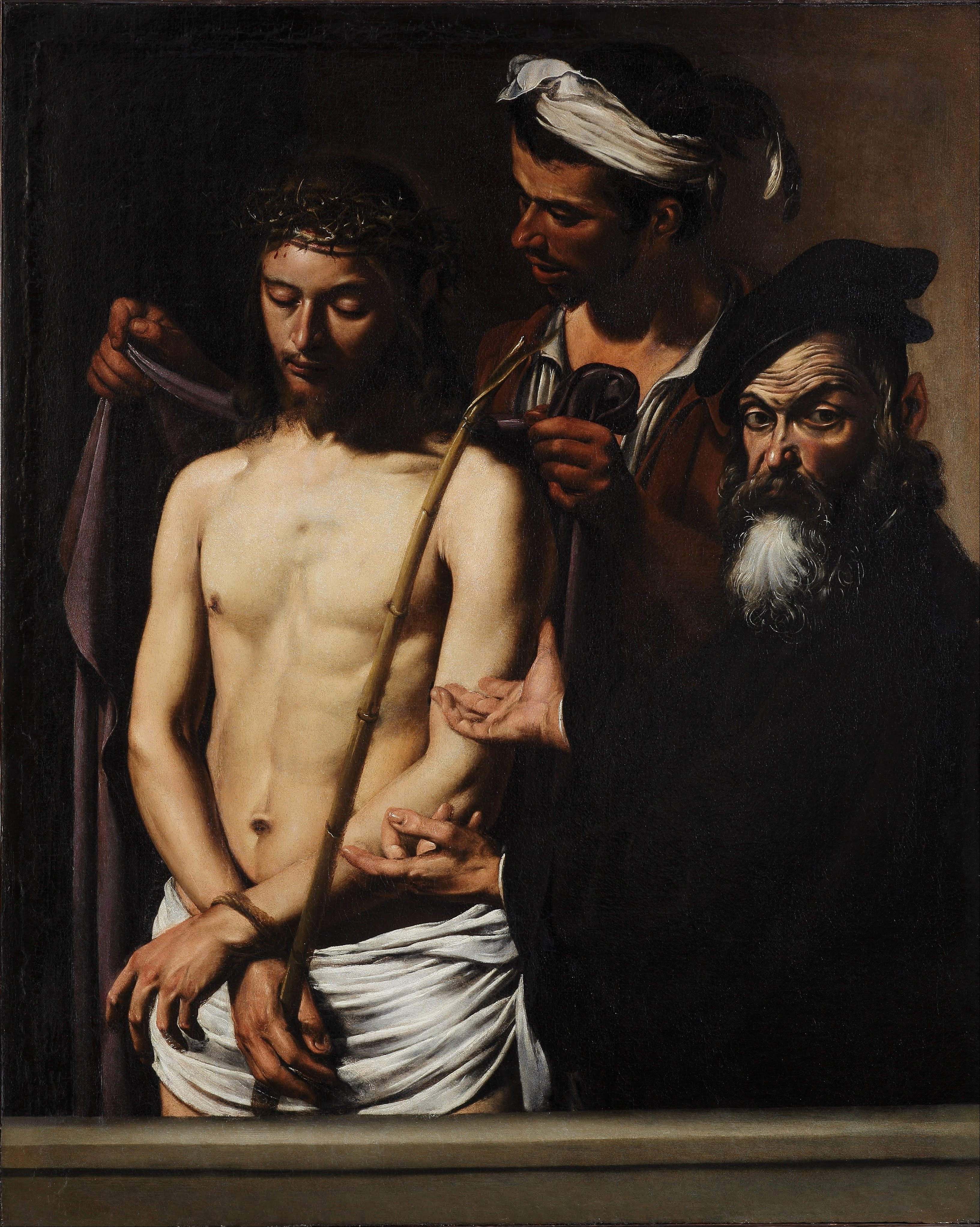
Ecce Homo, du Caravage.

Cette page concerne l'année 1605 en arts plastiques.

## Naissances
- ? août : Palamedes Palamedesz, peintre néerlandais († 26 mars 1638),
- 16 octobre : Ottavio Amigoni, peintre baroque italien († 28 octobre 1661),
- ? : 
  - Pedro de Camprobín, peintre du siècle d'or espagnol († 1674),
  - Peter Danckerts de Rij, peintre néerlandais († 9 août 1661),
  - Dirk van Delen, peintre néerlandais († 16 mai 1671),
  - René Guérineau, graveur et marchand d'estampes français († 1664),
  - Elias Vonck, peintre hollandais († 1652),
- Vers 1605 : Juan Bautista Martínez del Mazo, peintre baroque espagnol († 10 février 1667).

## Décès
- 11 février : Jan van der Straet, peintre flamand (° 1523),
- 21 septembre : Cristofano dell'Altissimo, peintre italien de l'école florentine (° 1525),
- 26 octobre : Flaminio Vacca, sculpteur italien (° 1538),
- 3 décembre : Gregorio Pagani, peintre italien du maniérisme tardif de l'école florentine (° 14 juillet 1559),
- ? :
  - Joseph Boillot, peintre, ingénieur militaire, architecte et graveur français (° 1546),
  - Giovanni Contarini, peintre vénitien (° 1549),
  - Leonardo Corona, peintre italien baroque de l'école vénitienne (° 1561),
  - Jérôme Durand, peintre verrier français (° 1555),
  - Felice Riccio, peintre maniériste italien (° 1539),
  - Giacomo Rocca, peintre maniériste italien (° 1532),
  - François Stella, peintre français (° 1563),

- 1604 ou 1605 :
- Lodewijk Toeput, peintre et dessinateur d'origine flamande (° vers 1550).